# Liste du patrimoine culturel immatériel de l'humanité en Syrie
Cet article recense les pratiques inscrites au patrimoine culturel immatériel en Syrie.

## Statistiques
La Syrie ratifie la convention pour la sauvegarde du patrimoine culturel immatériel le 11 mars 2005. La première pratique protégée est inscrite en 2015.
En 2024, la Syrie compte 6 éléments inscrits au patrimoine culturel immatériel, 5 sur la liste représentative et 2 sur la liste du patrimoine immatériel nécessitant une sauvegarde urgente.

## Listes

### Liste représentative
Les éléments suivants sont inscrits sur la liste représentative du patrimoine culturel immatériel de l'humanité :
| Élément                                                                  | Type | Subdivision  | Année | Lien  | Notes | Illus. |
| ------------------------------------------------------------------------ | --- | ------------ | ----- | ----- | --- | ------ |
| La fauconnerie, un patrimoine humain vivant                              | connaissances et pratiques concernant la nature et l’univers                                              |              | 2016  | 01708 | Partagé avec l'Allemagne, l'Arabie saoudite, l'Autriche, la Belgique, la Corée du Sud, la Croatie, les Émirats arabes unis, l'Espagne, la France, la Hongrie, l'Irlande, l'Italie, le Kazakhstan, le Kirghizistan, le Maroc, la Mongolie, le Pakistan, les Pays-Bas, la Pologne, le Portugal, le Qatar et la Tchéquie |        |
| Les pratiques et l'artisanat associés à la rose damascène à Al-Mrah (ar) | connaissances et pratiques concernant la nature et l'univers savoir-faire liés à l'artisanat traditionnel | Al-Mrah (ar) | 2019  | 01369 | |        |
| L'al-Qudoud al-Halabiya                                                  | arts du spectacle pratiques sociales, rituels et événements festifs traditions et expressions orales      | Alep         | 2021  | 01578 | |        |
| La fabrication et la pratique de l'oud                                   | arts du spectacle savoir-faire liés à l’artisanat traditionnel                                            |              | 2022  | 01867 | Partagé avec l'Iran |        |
| L'artisanat du savon Ghar d’Alep                                         | savoir-faire liés à l'artisanat traditionnel                                                              | Alep         | 2024  | 02132 | |        |

### Patrimoine immatériel nécessitant une sauvegarde urgente
La Syrie compte un élément listé sur la liste du patrimoine immatériel nécessitant une sauvegarde urgente.
| Élément                                   | Type                                         | Subdivision | Année | Lien  | Notes | Illus. |
| ----------------------------------------- | -------------------------------------------- | ----------- | ----- | ----- | ----- | ------ |
| Le théâtre d'ombres                       | arts du spectacle                            |             | 2018  | 01368 |       |        |
| Le soufflage du verre traditionnel syrien | savoir-faire liés à l’artisanat traditionnel | Damas       | 2023  | 01956 |       |        |

### Registre des meilleures pratiques de sauvegarde
La Syrie ne compte aucune pratique listée au registre des meilleures pratiques de sauvegarde.